# 延边车轴草
延边车轴草（学名：Trifolium gordejevi）为豆科车轴草属下的一个种。

## 扩展阅读
- 維基物種上的相關：延边车轴草